# Ljudmyla Pyssarenko
Ljudmyla Pyssarenko (ukrainisch Людмила Писаренко; * 29. Mai 1983) ist eine ukrainische Biathletin, die vor allem im Sommerbiathlon erfolgreich ist.
Ljudmyla Pyssarenko lief erstmals 2003 in Forni Avoltri bei einer Junioren-Weltmeisterschaft im Sommerbiathlon. Dort gewann sie Silber mit der Staffel und die Bronzemedaille im Massenstart. 2004 konnte sie in Osrblie gemeinsam mit Switlana Krikontschuk und Valj Semerenko mit der Staffel Junioren-Weltmeisterin werden. Zudem gewann sie Bronze im Sprint, wurde Sechste der Verfolgung und Fünfte des Massenstartrennens. 2006 trat sie erstmals bei den Sommerbiathlon-Weltmeisterschaften an und erreichte auch bei ihrer ersten Senioren-WM gute Ergebnisse. In den Wettbewerben im Crosslauf erreichte sie Rang 13 im Sprint und fünf mit der Mixed-Staffel. Achte im Sprint und Siebte der Verfolgung wurde Pyssarenko zudem in den Wettbewerben auf Skirollern. Die WM 2007 in Otepää war besonders erfolgreich. Wurde sie im Massenstart nur Neunte, gewann sie mit Krikontschuk, Oleh Bereschnyj und Oleksandr Bilanenko mit der Mixed-Staffel im Crosslauf-Wettbewerb Silber hinter Russland und hinter Natalja Sokolowa und Jelena Chrustaljowa Bronze im Crosslauf-Sprint. Auch bei den Sommerbiathlon-Europameisterschaften 2007 in Tyssowez gewann sie mit Krikontschuk, Bereschnyj und Bilanenko den Titel im Mixed-Staffelrennen und wurde hinter Krikontschuk und Natalja Solowjowa Dritte im Massenstartrennen. Durchwachsene Resultate erlief sie auch 2010 in Bansko mit 25 im Sprint, 15 in der Verfolgung und als Viertplatzierte im Staffelrennen. Bei den Sommerbiathlon-Weltmeisterschaften 2010 in Duszniki-Zdrój verpasste sie ebenfalls als Vierte mit der Mixed-Staffel um einen Rang eine Medaille. 2011 gewann Pyssarenko bei der EM in Martell hinter Russland mit Krikontschuk, Andrij Bohaj und Andrij Wosnjak die Silbermedaille.
Im Winter dauerte es länger bis Pyssarenko besondere Erfolge erreichte. Bei der Junioren-WM in Kościelisko war 2003 Platz 25 im Einzel bestes Ergebnis. Ein Jahr später wurde sie in Haute-Maurienne auf der Strecke 17., im Sprint 27. Auch bei der Junioren-Europameisterschaft 2004 in Minsk war das Ergebnis im Einzel (16.) bestes Resultat, zudem wurde die Ukrainerin Fünfte mit der Staffel. 2005 gab sie in Garmisch-Partenkirchen als Sprint-22. ihr Debüt im Biathlon-Europacup. Bessere Ergebnisse erreichte sie nicht vor 2007. In dem Jahr debütierte Pisarenko in Oberhof auch im Biathlon-Weltcup. Im Sprint wurde sie 72., mit der Staffel Achte. Erst 2008 wurde sie in Hochfilzen und Ruhpolding erneut im Weltcup eingesetzt, ohne bislang bessere Resultate zu erreichen. Diese erreichte sie jedoch im IBU-Cup der Saison 2008/09. Erstmals erreichte sie nicht nur Top-Ten-Ergebnisse, sondern auch in Obertilliach und Altenberg als Drittplatzierte in Sprintrennen Podiumsplatzierungen. In der Saison 2009/2010 startete Ljudmyla Pyssarenko wieder im Weltcup und gewann im Sprint in Ruhpolding als 38. ihre ersten Weltcuppunkte. Es ist zugleich ihr bislang bestes Weltcup-Resultat.

## Biathlon-Weltcup-Platzierungen
Die Tabelle zeigt alle Platzierungen (je nach Austragungsjahr einschließlich Olympische Spiele und Weltmeisterschaften).
- 1.–3. Platz: Anzahl der Podiumsplatzierungen
- Top 10: Anzahl der Platzierungen unter den ersten zehn (einschließlich Podium)
- Punkteränge: Anzahl der Platzierungen innerhalb der Punkteränge (einschließlich Podium und Top 10)
- Starts: Anzahl gelaufener Rennen in der jeweiligen Disziplin
- Staffel: inklusive Mixed- und Single-Mixed-Staffeln

| Platzierung                      | Einzel | Sprint | Verfolgung | Massenstart | Staffel | Gesamt |
| -------------------------------- | ------ | ------ | ---------- | ----------- | ------- | ------ |
| 1. Platz                         |        |        |            |             |         |        |
| 2. Platz                         |        |        |            |             |         |        |
| 3. Platz                         |        |        |            |             |         |        |
| Top 10                           |        |        |            |             | 2       | 2      |
| Punkteränge                      |        | 1      |            |             | 4       | 5      |
| Starts                           | 2      | 8      | 1          |             | 4       | 15     |
| Stand: nach der Saison 2010/2011 |        |        |            |             |         |        |